# 克拉托瓦霍夫特瓦

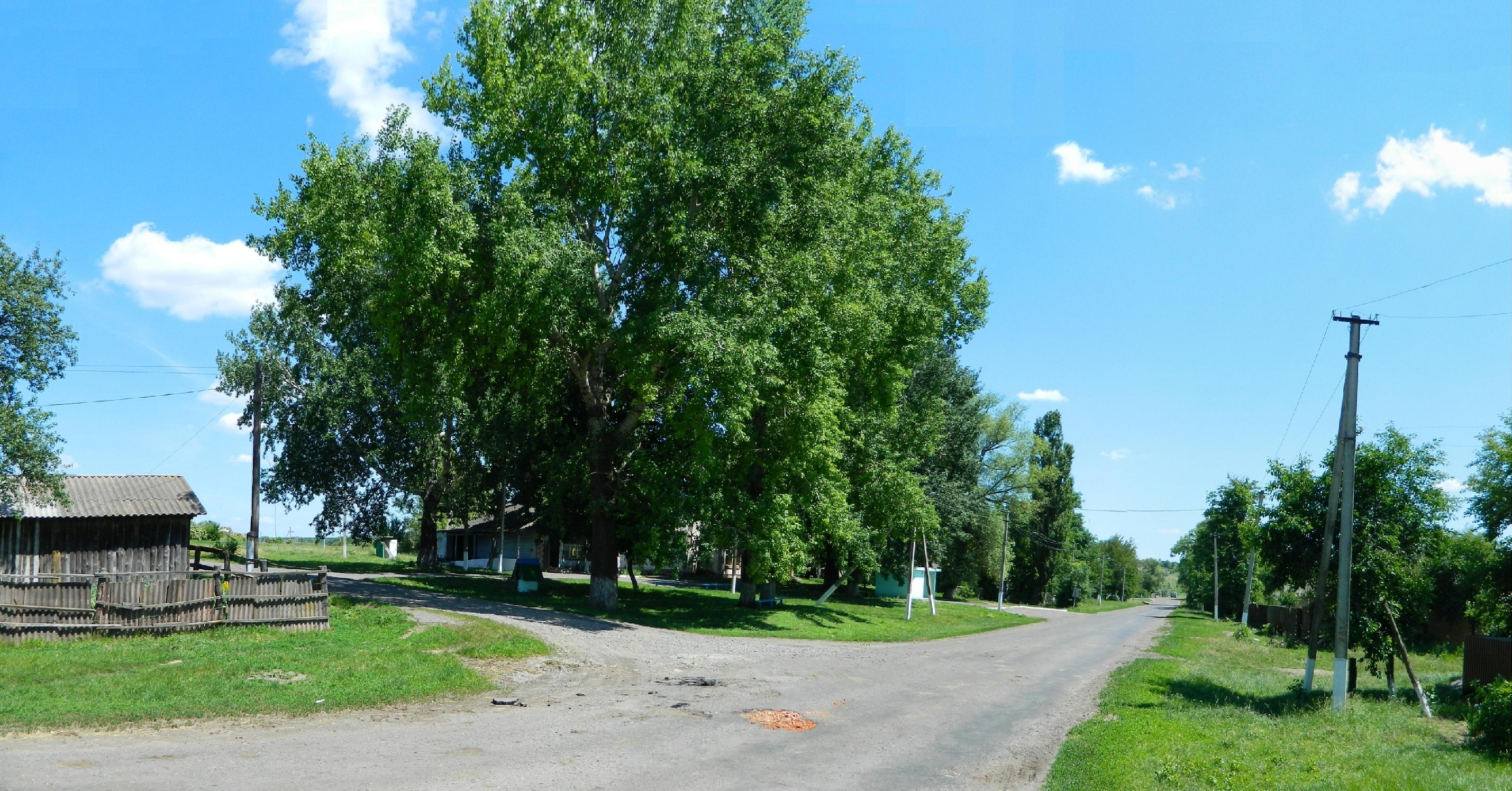

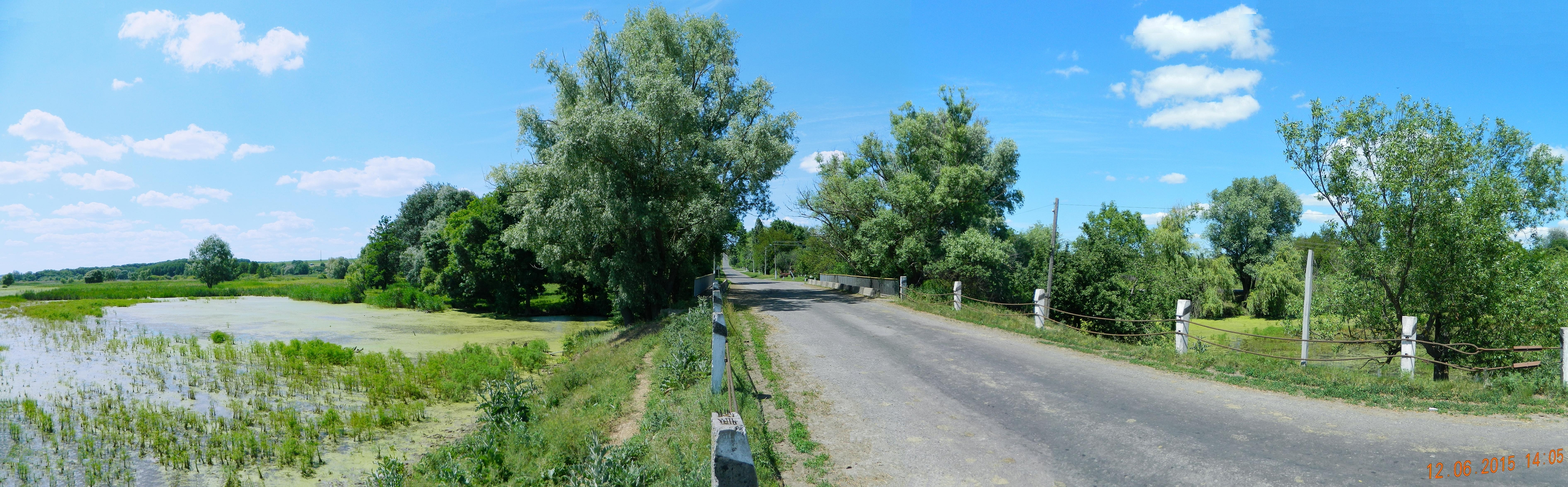

克拉托瓦霍夫特瓦（羅馬化：Kratova Hovtva）是位於烏克蘭中部波爾塔瓦州波爾塔瓦區的村莊，處於克拉托瓦霍夫特瓦河畔，面積0.997平方公里，海拔高度126米，2001年人口230。
49°52′22″N 34°30′29″E / 49.87278°N 34.50806°E